# Marek Dziuba
Pour les articles homonymes, voir Dziouba.
Marek Dziuba (né le 19 décembre 1955 à Łódź en Pologne) est un footballeur international polonais, qui évoluait au poste de défenseur.

## Biographie

### Carrière en club
Marek Dziuba début le football à l'âge de 13 ans au Włókniarza Łódź avant de rejoindre le ŁKS Łódź, il fait ses débuts professionnels au ŁKS Łódź, où il évolue entre 1973 et 1984. Au cours de cette période, il participe à 282 rencontres de championnat et inscrit 4 buts en faveur du club. En 1984, Marek Dziuba change de club et rejoint l'autre équipe de Łódź, le rival Widzew Łódź, il remporte en 1985 la Coupe de Pologne. Il dispute 84 rencontres et inscrit trois buts pour ce club. 
En 1987, il quitte la Pologne pour rejoindre le championnat belge et le K Saint-Trond VV il défend les couleurs du club durant cinq saisons, il dispute un total de 111 rencontres pour le club, il passe ses quatre premières saisons en première division, championnat dans lequel il prend part à 94 parties, au terme de la saison 1990-1991 son club termine 17e et est relégué, il dispute 17 matchs la saison suivante en deuxième division mais il ne réussit pas à remonter échouant à la 7e place, il raccrocher les crampons au  terme de cette saison 1991-1992.

### Carrière en sélection
Avec l'équipe de Pologne, il joue 53 matchs  entre 1977 et 1984, inscrivant un but,. Il honore sa première sélection le 13 avril 1977 à Budapest contre la Hongrie lors d'un match amical, il entre en jeu au cours de la première période. Il porte au cours de sa carrière en sélection le brassard de capitaine à quatorze reprises, la première fois le 26 mars 1980, une nouvelle fois contre la Hongrie à Budapest lors d'un match amical. Il inscrit son unique but en sélection lors de sa trente-cinquième sélection face à la Algérie le 19 novembre 1980.
Il figure dans le groupe des sélectionnés lors de la Coupe du monde de 1982. Au cours de ce mondial il participe à cinq rencontres. Lors de la troisième rencontre contre le Pérou, il est entre en jeu à la 26e minute pour remplacer son coéquipier Jan Jałocha blessé, il dispute alors les quatre dernières rencontres en tant que titulaire. 
Il honore sa 53e et dernière sélection lors d'une rencontre face à l'Albanie comptant pour les éliminatoires de la Coupe du monde 1986.

## Palmarès
| \| Widzew Łódź - Coupe de Pologne (1) : - Vainqueur : 1985. \| |  | Pologne - Coupe du monde : - Troisième: 1982. |
| Widzew Łódź - Coupe de Pologne (1) : - Vainqueur : 1985.       |  |                                               |